# Parathelydesmus longiseta
Parathelydesmus longiseta är en mångfotingart som beskrevs av Filippo Silvestri 1927. Parathelydesmus longiseta ingår i släktet Parathelydesmus och familjen Cryptodesmidae. Inga underarter finns listade i Catalogue of Life.